# Microlinyphia pusilla
Microlinyphia pusilla là một loài nhện trong họ Linyphiidae. Con đực là màu đen và sáng bóng với một bụng màu đen, con cái là hơi lớn hơn và dày hơn và có một vị trí hình lá màu đen trên bụng. Nhện này được xây dựng một lưới nhện nhỏ gần mặt đất.

## Hình ảnh

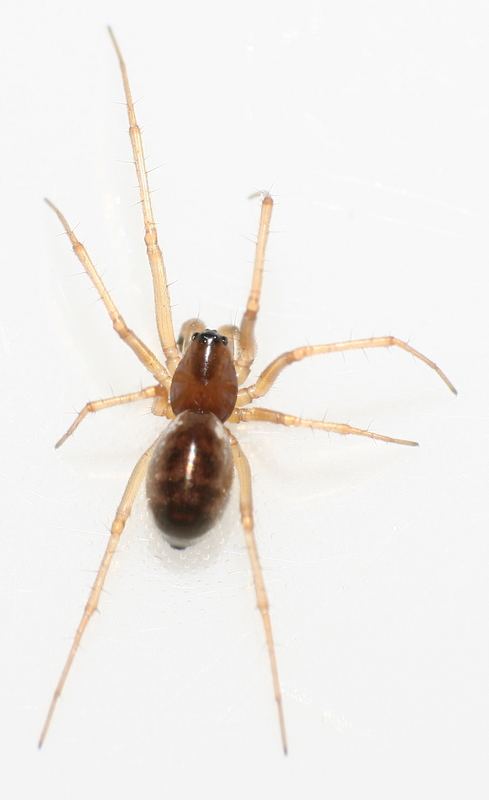
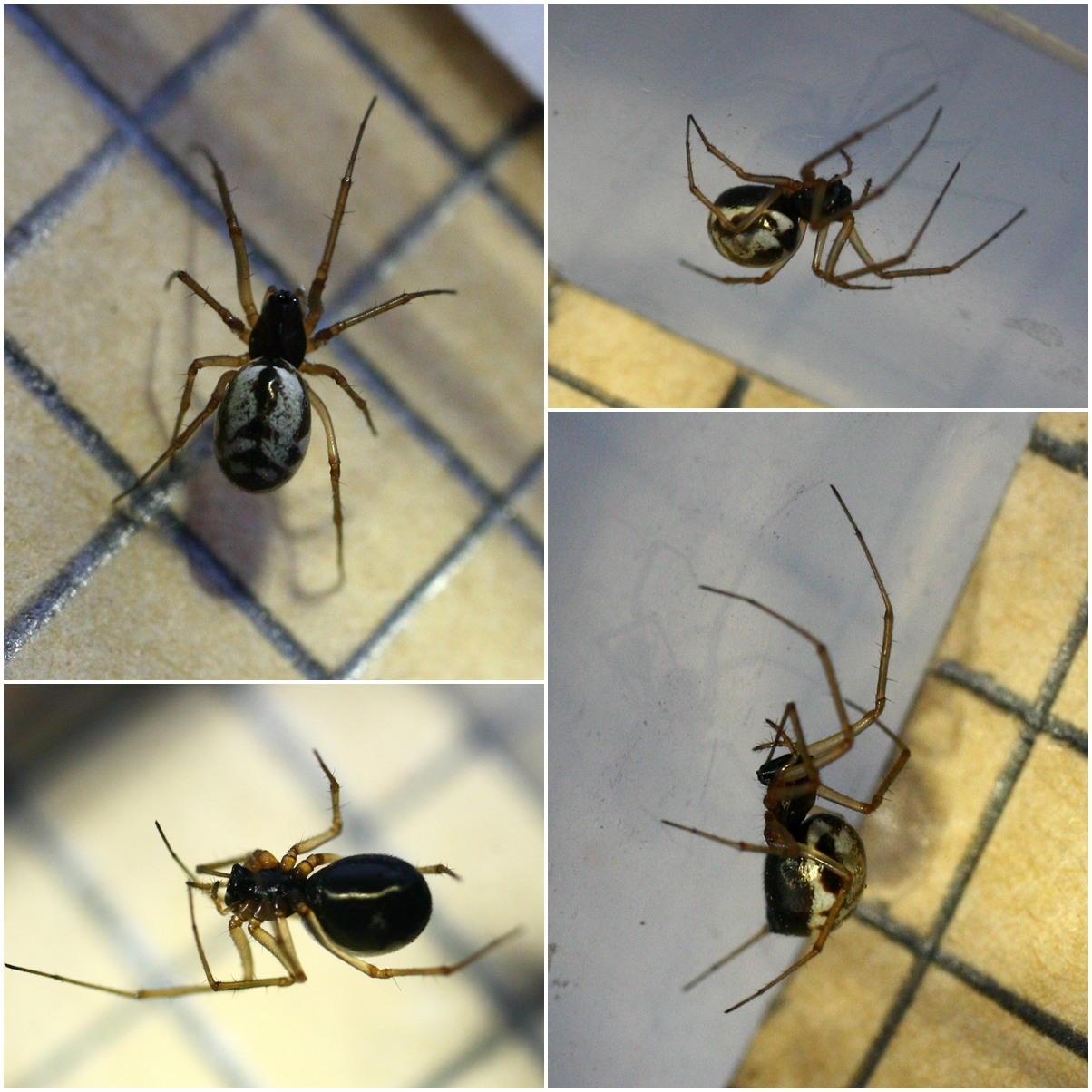